# 援巢中
援巢中，是臺灣高雄市燕巢區的一個傳統地域名稱，也是區內大部分行政機關所在地，位於該區中部。相較於今日行政區，其範圍大致包括西燕里東南部、南燕里不含西部凸出部分的西南大半部及南部凸出部分的東南端、東燕里不含東北端、深水里西北端及西部凸出部分的北側邊界地帶中段及北部凸出部分的西側邊界中至南段。
本地區境內主要聚落為援巢中（今燕巢聚落）、車瓜林，設有燕巢國中（部分）、燕巢國小。

## 歷史
台灣日治初期，援巢中地區為一街庄，稱為「援巢中庄」（舊制街庄），隸屬於觀音上里。該庄昔日北邊西段隔阿公店溪主流上游濁水溪與水蛙潭庄為界，北邊東段與千秋藔庄為鄰，東及東南與深水庄為鄰，南邊為湖仔內庄、角宿庄，西邊為援巢右庄、竹仔腳庄。
1901年（日治明治三十四年）11月11日，全台廢縣廳改設二十廳，該庄隸屬於鳳山廳。1904年（明治三十七年）5月3日，該庄編入「援巢中區」，隸屬於鳳山廳。1909年（明治四十二年）10月25日，全台合併二十廳為十二廳，援巢中區改隸屬於臺南廳。1920年（大正九年）10月1日，全台地方制度大改正，廢十二廳改設五州二廳，該庄改制為「援巢中」大字，隸屬於高雄州高雄郡燕巢庄（新制街庄）。1924年（大正十三年）12月25日，高雄郡廢郡，燕巢庄改隸屬於岡山郡。
戰後燕巢庄改制為燕巢鄉，隸屬於高雄縣，大字亦改制為村。1950年（民國39年）10月1日，高、屏分治，燕巢鄉仍隸屬於高雄縣。2010年（民國99年）12月25日，高雄縣、市合併為直轄高雄市，燕巢鄉改制為燕巢區，村亦改制為里。

## 聚落
本地區發展較早的聚落為援巢中（今燕巢聚落）、崎溜（已消失）、車瓜林，在日治初期的官方地圖上已有記載。

## 交通
市道186號是維新至大樹的道路，經過本地區西部的援巢中聚落。由該道路西行可前往岡山區、永安區東南部，並止於竹子港地區（今維新里）的省道台17線路口；東行（大方向，實際先向南）可前往大社區、仁武區、大樹區，並止於省道台29線路口。
區道高29線是山隙至燕巢的道路，其南側端點（終點）位於本地區西部、援巢中聚落的市道186號轉角暨區道高38線起點路口。
區道高29-1線是西燕至新興的道路，其南側端點（起點）位於本地區西北端的區道高29線轉角路口。
區道高34線是頂鹽田至燕巢的道路，其東側端點（終點）位於本地區西部邊界地帶中央略偏南北端的市道186號路口。
區道高38線是燕巢至大坪頂的道路，其西側端點（起點）位於本地區西部、援巢中聚落的市道186號轉角暨區道高29線終點路口。
區道高44線是角宿至塔仔腳的道路，其西側端點（起點）位於本地區西南端的市道186號路口。

## 學校
- 燕巢國中（部分）
- 燕巢國小

## 公務機關
- 燕巢區公所（部分）
- 高雄市岡山戶政事務所燕巢辦公處
- 高雄市政府警察局岡山分局燕巢分駐所